# Porsche RS Spyder
La Porsche RS Spyder est la voiture qui marque le retour du constructeur allemand Porsche dans la catégorie Sport-prototypes. Elle répond à la réglementation LMP2 (Le Mans Prototype 2).

## Histoire
La RS Spyder a été créée en vue de courir dans le championnat ALMS aux États-Unis. Dès le départ, l'usine Porsche a prévu d'en confier l'exploitation pour les années 2005 (deux dernières courses) et 2006 à l'écurie Penske Racing, célèbre pour avoir fait courir les Porsche 917/10 et 917/30 dans le championnat CanAm en Amérique du Nord en 1972 et 1973. Penske engage deux prototypes Porsche RS Spyder LMP2 et remporte les titres LMP2 en 2006, 2007 et 2008 et de nombreuses victoires au classement général, devant les Audi R10 LMP1, en 2007 et 2008 dont les 12 Heures de Sebring 2008 avec Emmanuel Collard, Romain Dumas et Timo Bernhard.
En 2007, Porsche propose la RS Spyder aux écuries privées et l'écurie Dyson Racing en achète deux. En 2008 l'auto participe au championnat européen Le Mans Series avec trois équipes : le Horag Racing, le Team Essex et le Van Merksteijn Motorsport qui remporte le titre LMP2 avec Jos Verstappen.
La voiture a connu deux évolutions et présente les caractéristiques suivantes : Un moteur V8 en position longitudinale arrière à essence d'une cylindrée de 3,4 L, développant 503 ch à 10 300 tr/min. Une boîte séquentielle 6 vitesses pour une transmission de type propulsion. Un poids de 775 kg (poids correspondant au gramme près à la limite imposée par l'ACO).
15 châssis ont été construits (001, 002, 003, 701, 702, 703, 704, 705, 706, 707, 708, 709, 710, 801 et 802).
L'utilisation de cette voiture prend fin en 2010 avec une dernière victoire au général lors de la course de Mosport en American Le Mans Series.
Ce projet fait suite au programme d'endurance LMP2000 de Porsche avorté au début des années 2000.

## Palmarès
- Vainqueur du championnat American Le Mans Series 2006, catégorie LMP2
- Vainqueur du championnat American Le Mans Series 2007, catégorie LMP2
- Vainqueur du championnat American Le Mans Series 2008, catégorie LMP2
- Vainqueur du championnat Le Mans Series 2008, catégorie LMP2
- Vainqueur des 12 Heures de Sebring 2008, classement général et catégorie LMP2
- Vainqueur des 24 Heures du Mans 2008 dans la catégorie LMP2 (10e au général avec le Van Merksteijn Motorsport)
- Vainqueur des 24 Heures du Mans 2009 dans la catégorie LMP2 (10e au général avec le Team Essex Danemark Poulsen Motorsport)
- Vainqueur des 12 Heures de Sebring 2010 dans la catégorie LMP2 (4e au général avec le Muscle Milk Team Cytosport)

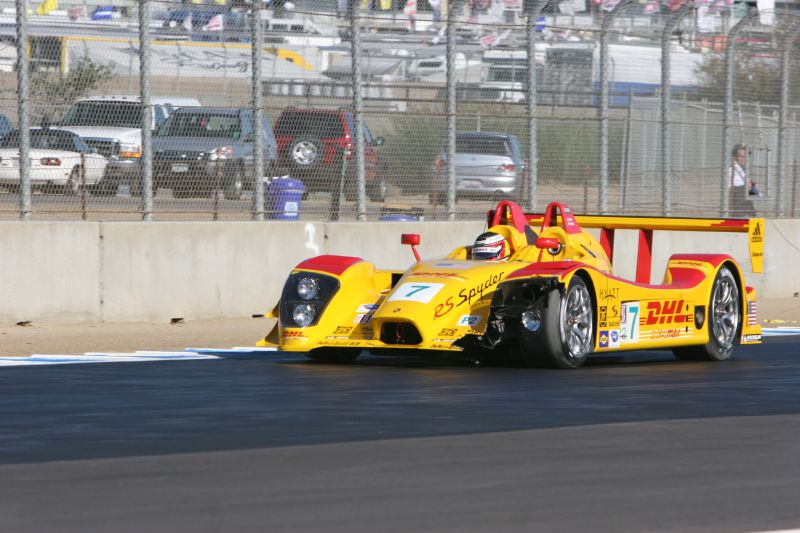
La RS Spyder endommagée en 2006
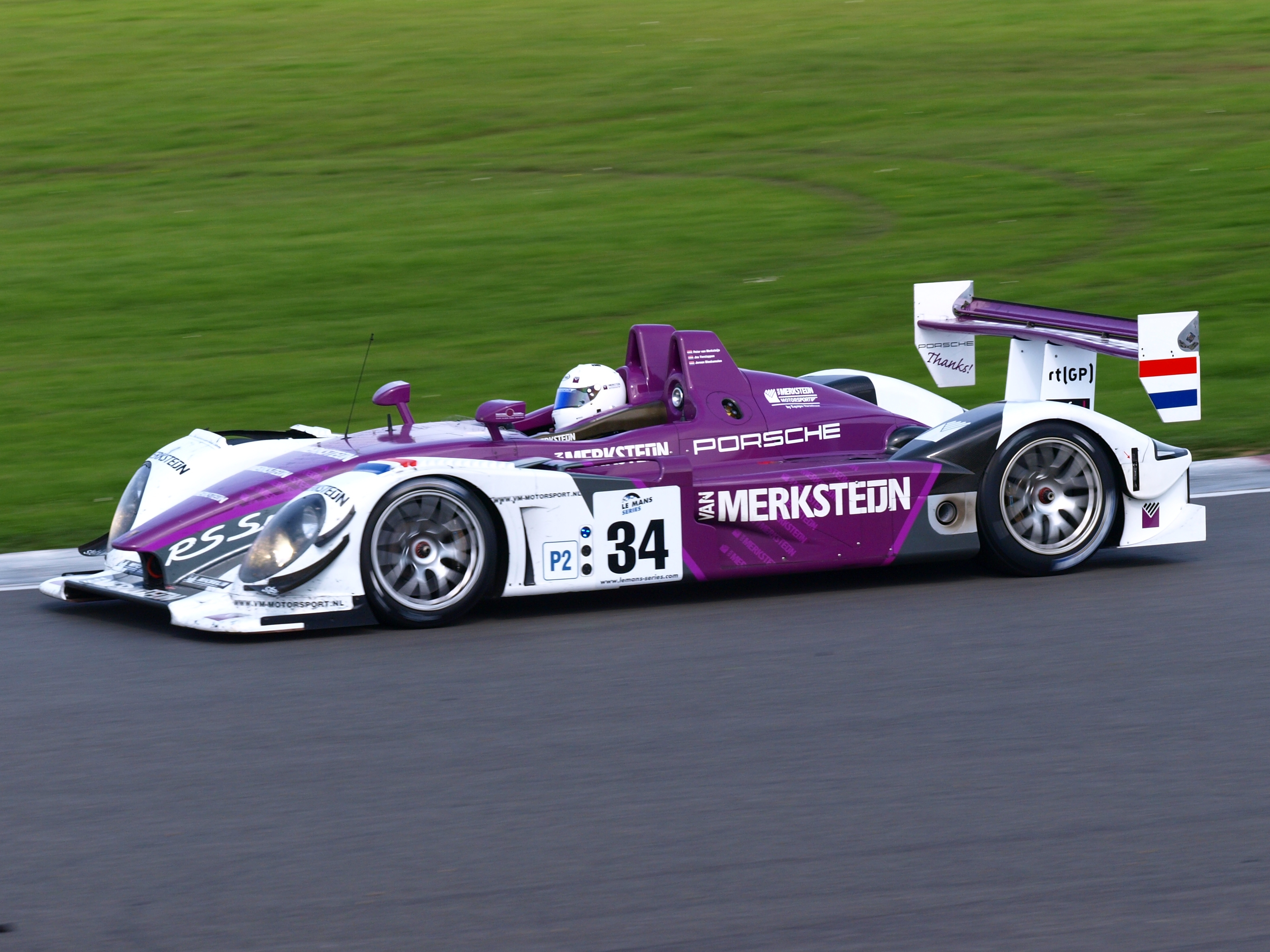
La RS Spyder Evo victorieuse en LMP2 au Mans en 2008
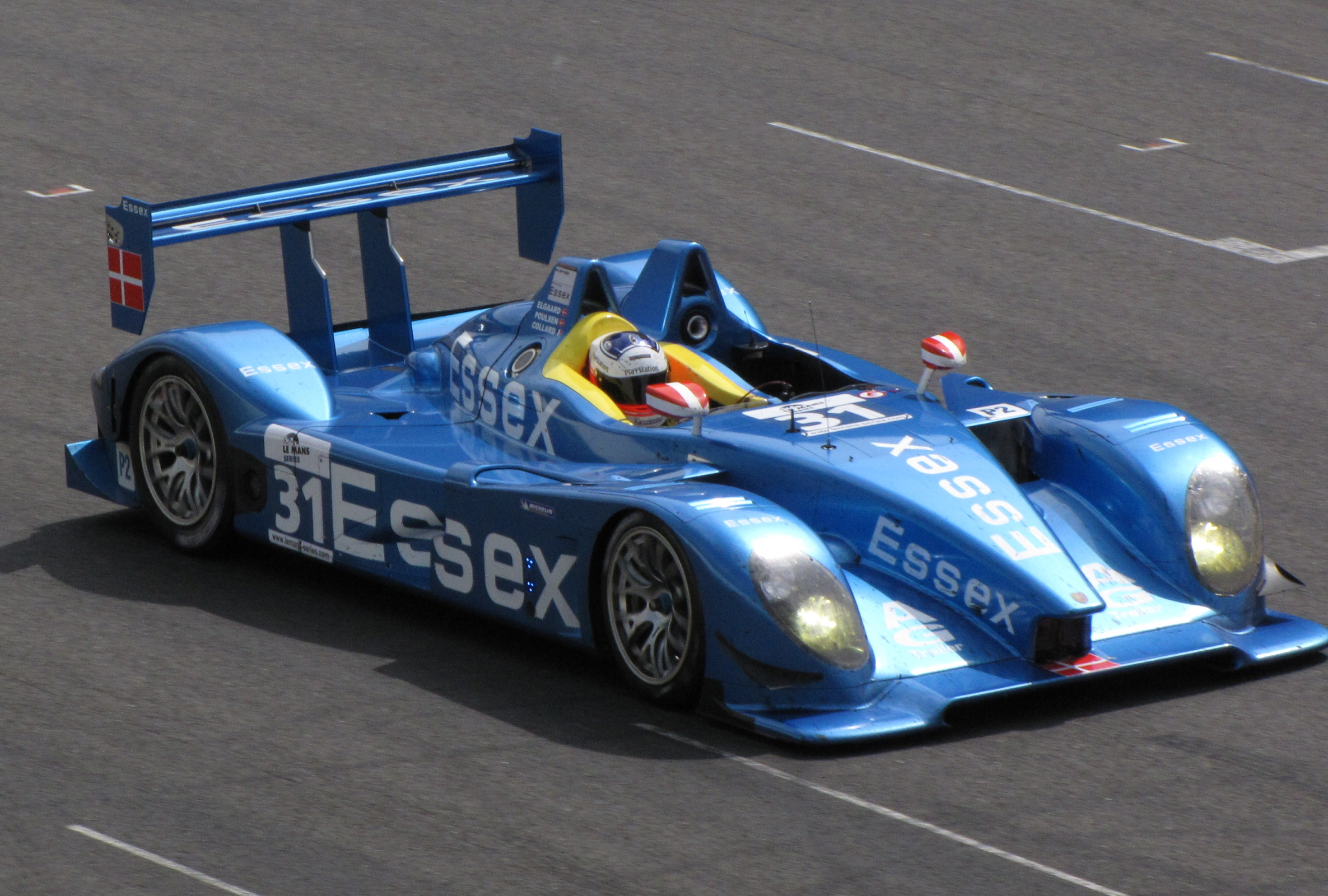
La RS Spyder Evo victorieuse en LMP2 au Mans en 2009